# Génétique de la population marocaine
La génétique de la population marocaine compte l'histoire de la génétique du peuple du Maroc, les Marocains, et l'influence de ses ancêtres sur les populations mondiales.

## Génétique
Les études anthropologiques et génétiques ont révélé la complexité du peuplement de l'Afrique du Nord. Selon Clotilde Coudray, la proximité génétique entre le Nord de l’Afrique et les populations sud-ouest européennes conduisent à l’hypothèse d’une origine commune de ces populations. Trois hypothèses sont actuellement discutées. La première affirme que les Maghrébins seraient indigènes ; la seconde qu'ils seraient arrivés durant le Paléolithique supérieur et aurait introduit la technique du microburin depuis l'Égypte ou le Proche-Orient, il y a 24000 ans av. J.-C ;  la troisième qu'ils seraient liés à la diffusion néolithique depuis le Proche-Orient, il y a environ 10 000 ans.

### Lignée paternelle
Le chromosome Y est transmis de père en fils et l'étude des polymorphismes présents permet en théorie de suivre la lignée mâle – directe – d'une famille, d'une ethnie ou d'une espèce. Les principaux haplogroupes du chromosome Y des Marocains berbérophones et arabophones sont les haplogroupes E1b1b, caractéristique des populations autochtones d'Afrique du Nord (55% à 100 %), dont l'origine date de 22 000 ans, qui dénote une forte origine commune nord-africaine et J (0% à 25 %) crue être d'origine néolithique .
Un sous-groupe particulier de l'haplogroupe E1b1b, l'haplogroupe E1b1b1b caractérisé par le marqueur M81, est très fréquent chez les Marocains et voit sa fréquence décroître d'Ouest en Est.
Les différents auteurs attribuent à l'haplogroupe J1, sous-groupe de J, que l'on trouve surtout dans l'Afrique de l'Est et en plus grand nombre dans la péninsule Arabique, et dont la fréquence dépasse parfois les 71.8 % dans certaines régions du Maghreb notamment les Arabes de Wesletia en Tunisie , une origine soit néolithique soit plus récente due aux conquêtes arabes. L'haplogroupe R1b (M269), présent surtout en Europe de l'Ouest arrive ensuite avec des fréquences entre 0 et 15 % selon les régions. Les principaux haplogroupes du chromosome Y des populations de l'Afrique du Nord berbéres et arabes sont principalement : E1b1b1b (M81) et J1 (M267).

### Haplogroupes de l'ADN-Y (lignée paternelle)

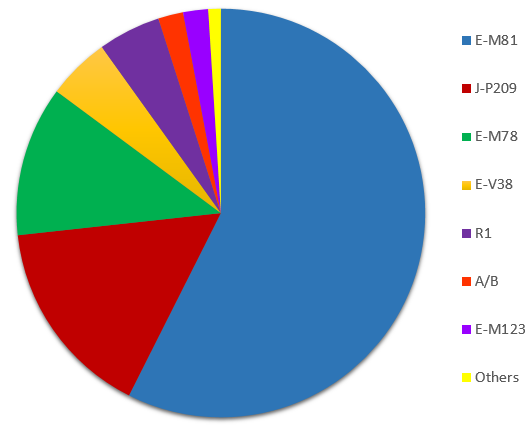
Distribution de l'Y-ADN au Maroc

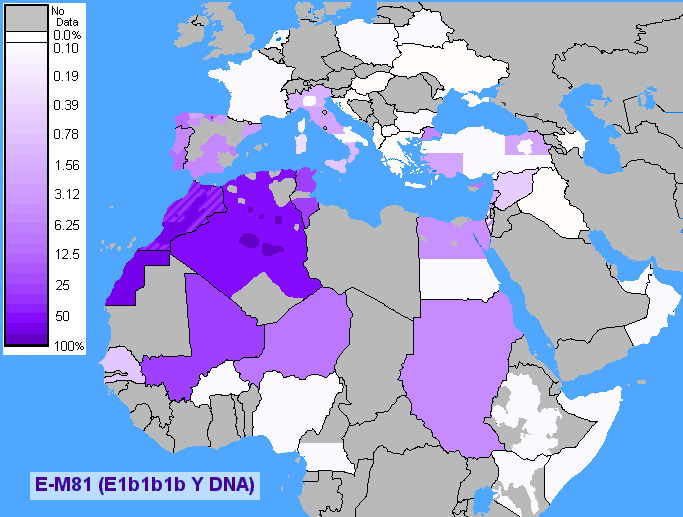
Y haplotype E-M81 E1b1b1b
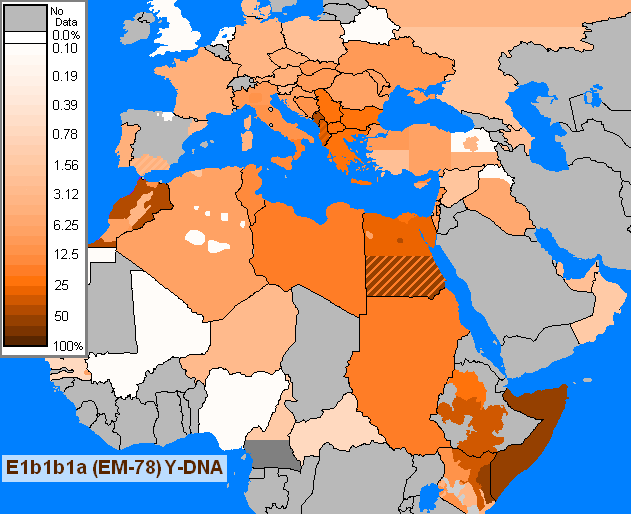
E1b1b1a (E-M78)
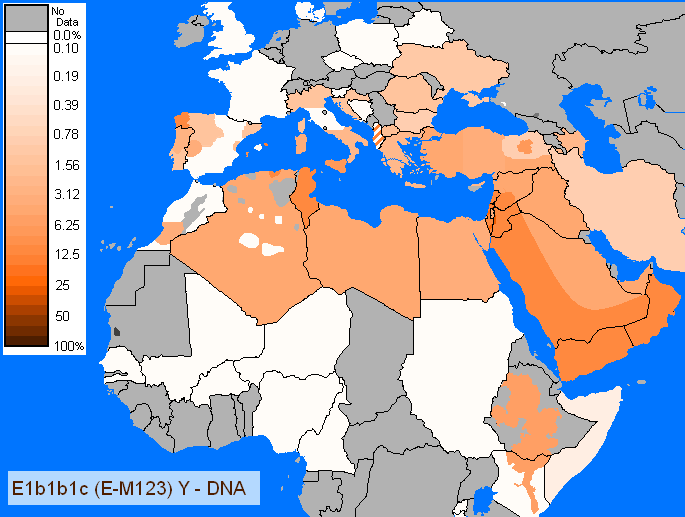
Haplogroup E-M123 (Y-ADN) Map.

L'analyse des haplogroupes de l'ADN-Y au Maroc montre une prédominance des gènes historiquement nord-africain, suivie de gènes dont la fréquence maximale se trouve en péninsule Arabique  puis de gènes plutôt fréquents en Europe et en Afrique de l'est.
Cela confirme assez bien, les mouvements connus de population au Maroc sur les 2000 dernières années
- E-M81 : un haplotype nord-africain lié aux Berbères[21].
- J-M267 : un haplotype de l'Asie de l'ouest, lié aux Arabes, principalement en péninsule arabique, en sud de la Mésopotamie et au sud du Levant[22].
- E-M78 : un haplotype de l'Afrique de l'est principalement en corne d'Afrique et en Asie de l'ouest[23].
- E-V38 : un haplogroupe sub saharien africain
- R : un haplogroupe typique de l'Europe de l'ouest[24].

| Population             | n   | A/B | E-M33 | E-V38 | E-M35* | E-M78 | E-M81 | E-M123 | G    | I   | J-P209 | K   | R1   | Reference                 |
| ---------------------- | --- | --- | ----- | ----- | ------ | ----- | ----- | ------ | ---- | --- | ------ | --- | ---- | ------------------------- |
| Maroc                  | 760 | 0,9 | 2,7   | 3,2   | 4,2    | 6,8   | 67,3  | 3,6    | 0,6  | —   | 7,6    | 0,5 | 4,47 | Bekada et al. 2013        |
| Maroc                  | 87  | —   | —     | 9,2   | —      | 5,7   | 52,8  | —      | —    | —   | 26,4   | —   | —    | Fadhlaoui-Zid et al. 2013 |
| Maroc                  | 159 | —   | —     | —     | 7      | —     | 49    | —      | —    | —   | 10     | —   | —    | Aboukhalid et al. 2010    |
| Maroc                  | 221 | —   | 1,8   | 4,5   | 4      | 6,8   | 65    | —      | —    | —   | 9      | —   | 4    | Fregel et al. 2009        |
| Maroc                  | 38  | 3,9 | —     | —     | —      | 6     | 55    | —      | —    | —   | 20     | —   | 3,9  | Onofri et al. 2008        |
| Maroc                  | 19  | —   | —     | —     | 21,1   | —     | —     | —      | 26,3 | —   | 31,5   | —   | 10,5 | Francalacci et al. 2008   |
| Maroc                  | 176 | —   | —     | 6,3   | 5,1    | 6,3   | 63,6  | —      | —    | —   | 13,6   | —   | 2,8  | Bosch et al. 2001         |
| Maroc                  | 28  | —   | —     | 7,1   | —      | 3,6   | 3,6   | —      | —    | 3,6 | 60,7   | 3,6 | 17,8 | Underhill et al. 2000     |
| Arabs (Maroc)          | 49  | —   | —     | —     | —      | 42,9  | 32,6  | —      | —    | —   | 20,4   | —   | —    | Semino et al. 2004        |
| Arabs (Maroc)          | 44  | —   | —     | 6,8   | 2,2    | 11,3  | 52,2  | —      | —    | —   | 15,9   | —   | 6,8  | Bosch et al. 2001         |
| Arabs (Maroc)          | 54  | —   | —     | —     | —      | 38,9  | 31,5  | —      | —    | —   | —      | —   | —    | Cruciani et al. 2004      |
| Arabs (Maroc)          | 55  | —   | —     | —     | —      | 40    | —     | —      | —    | —   | —      | —   | —    | Cruciani et al. 2007      |
| Berbères (Maroc)       | 64  | —   | —     | —     | —      | 10,9  | 68,7  | —      | —    | —   | 6,3    | —   | —    | Semino et al. 2004        |
| Berbères (Marrakech)   | 29  | —   | —     | —     | 3,4    | 6,9   | 72,4  | —      | —    | —   | —      | —   | —    | Cruciani et al. 2004      |
| Berbères (Moyen Atlas) | 69  | —   | —     | —     | —      | 10,1  | 71    | —      | 4,3  | —   | 5,8    | —   | —    | Cruciani et al. 2004      |
| Berbères (Sud)         | 40  | —   | —     | 2,5   | 7,5    | 12,5  | 65    | —      | —    | —   | 10     | —   | 2,5  | Bosch et al. 2001         |
| Berbères (Nord)        | 63  | —   | 3,1   | 9,5   | 7,9    | 1,5   | 65    | —      | —    | —   | 11,1   | —   | —    | Bosch et al. 2001         |
| Berbères (Amizmiz)     | 33  | 3   | —     | —     | 3      | 3     | 84,8  | 3      | —    | —   | —      | —   | —    | Alvarez et al. 2009       |
| Berbères (Asni)        | 54  | —   | —     | —     | 1,9    | 3,7   | 79,6  | —      | —    | —   | 1,9    | —   | 1,9  | Dugoujon et al. (2005)    |
| Berbères (Bouhria)     | 67  | —   | —     | —     | —      | 1,5   | 77,6  | —      | 6    | —   | 1,5    | —   | 6    | Dugoujon et al. (2005)    |
| Berbères (Nord)        | 43  | —   | —     | —     | —      | —     | 79,1  | —      | —    | —   | —      | —   | —    | Ahmed Reguig et al. 2014  |
| Berbères (Sud)         | 187 | —   | —     | —     | —      | —     | 89,8  | —      | —    | —   | —      | —   | —    | Ahmed Reguig et al. 2014  |
| Berbères (Centre)      | 65  | —   | —     | —     | —      | —     | 98,5  | —      | —    | —   | —      | —   | —    | Ahmed Reguig et al. 2014  |
| Sahrawi (Maroc)        | 89  | —   | 8,9   | 11,2  | —      | —     | 59,5  | —      | —    | —   | 20,2   | —   | —    | Fregel et al. 2009        |
| Sahrawi (Maroc)        | 29  | —   | 3,4   | 3,4   | —      | —     | 75,8  | —      | —    | —   | 17,2   | —   | —    | Bosch et al. 2001         |

### Lignée maternelle
L'ADN mitochondrial étant exclusivement transmis par les femmes à leurs enfants, son étude génétique permet de suivre la lignée maternelle – directe – d'une famille, d'une ethnie ou d'une espèce. La majorité des Berbères ont un ADN mitochondrial d'origine ouest-eurasienne. La lignée maternelle directe des Berbères la plus ancienne date du paléolithique (30 000 ans avant notre ère) représentée par l'haplogroupe U6 (d'origine ouest-eurasienne). Cet haplogroupe est spécifique aux Berbères et sa fréquence s'accroît quand on va à l'Ouest. Selon une étude génétique réalisée en 2010, les populations d'Afrique du Nord descendent en partie, du côté maternel, de migrants de la péninsule Ibérique, arrivés il y a environ 8 000 - 9 000 ans.
De nombreuses études ont été menées au nord de l’Afrique pour des populations du Maroc,, d’Algérie, de Tunisie, ou plus globalement du Nord de l'Afrique. Les auteurs montrent que la structure génétique mitochondriale générale des populations du Maghreb est composée majoritairement d’haplogroupes (H, J, T, V...) fréquents dans les populations européennes (de 45 à 85 %), d’haplogroupes L (de 3 à 50 %) très fréquents dans les populations sub-sahariennes, de l’haplogroupe M1 (de 0 à 15 %) détectés principalement dans les populations est-africaines, de l’haplogroupe U6 (0 à 28 %), surtout présent en Afrique du Nord et également à des fréquences < 5 % dans la péninsule ibérique, et d’haplogroupes M, N ou X (de 0 à 8 %) détectés principalement en Eurasie.

### Origine géographique
En moyenne, environ 75 % des lignées paternelles des Maghrébins sont issues d'Afrique du Nord, 6 % du Moyen-Orient, 10 % d'Afrique de l'Ouest ou de l'Est et 5 % d'Europe, avec des variations parfois significatives selon les régions. Du côté maternel, en moyenne, environ 35 % des lignées des Maghrébins sont issues du Moyen-Orient, 30 % d'Europe, 20 % d'Afrique de l'Ouest ou de l'Est, et 15 % d'Afrique du Nord, également avec des variations parfois significatives selon les régions:
|       | Région d'origine   | Maroc  |
| ADNmt | Europe             | 34.9 % |
|       | Moyen-Orient       | 31.7 % |
|       | Afrique du Nord    | 14.7 % |
|       | Afrique de l'Est   | 3.2 %  |
|       | Afrique de l'Ouest | 15.5 % |
| Y-ADN | Europe             | 3.9 %  |
|       | Moyen-Orient       | 9.4 %  |
|       | Afrique du Nord    | 73.9 % |
|       | Afrique de l'Est   | 5.8 %  |
|       | Afrique de l'Ouest | 7 %    |